# 원피스 5기
일본 애니메이션 《원피스》 5기 'TV 오리지널 편' (TVオリジナル編)은 도에이 애니메이션이 제작하고 우다 고노스케가 감독한 다섯 번째 시즌이다. 2002년 11월 3일부터 2003년 2월 2일까지 일본 후지 TV에서 처음 방송되었으며, 회차는 총 13회 (131화~143화)에 달한다.
5기는 이전 시즌과는 달리 오다 에이치로의 원작 만화를 기반으로 삼지 않고 TV 오리지널 에피소드만으로 구성되었다. 총 3개 스토리로 구성되며, 첫번째 편인 '드림스!'(ドリームス!) 편은 밀짚모자 해적단이 항해를 이어가면서 여러 섬에 방문하는 내용으로 총 5화로 구성되었다. 두번째 편인 '출격! 제니 해적단' (出撃! ゼニィ海賊団)은 밀짚모자 해적단이 염소들과 함께 사는 할아버지를 만나는 이야기를 다뤘으며 총 3화로 구성됐다. 마지막 편인 '무지개 저편으로' (虹の彼方へ)는 정체를 알 수 없는 무지개색 안개 속에 갇혀버린 아이들에 관한 이야기를 다루고 있다.
대한민국에서는 대원씨아이에서 판권을 확보, 2004년 공중파 KBS2에서 더빙으로 방영하였다. KBS 더빙판은 투니버스 등 다른 방송사에서도 그대로 방영되다가, 2012년 대원방송의 〈원피스 Original〉이란 무삭제판으로 재더빙되었다. 대원방송의 기수 구분으로는 기존 원피스 4기 (알라바스타 편)과 함께 '원피스 3기'로 묶였다. 미국에서는 2007년 포키즈 엔터테인먼트에서 처음 더빙 방영되었으나 일부 분량이 잘려나갔으며, 이후 퍼니메이션 엔터테인먼트에서 무삭제 완전판을 방영하였다.
TV 오리지널 편에서 사용된 오프닝곡은 총 1곡으로, 더 베이비스타즈의 〈빛으로〉 (ヒカリヘ)가 116화~168화에 사용되었다. 엔딩곡은 총 2곡으로, 첫번째 엔딩곡으로 첫번째 엔딩곡으로 Janne Da Arc의  〈Shinning ray〉가 119화~132화에, 두번째 엔딩곡으로 루피나의 〈Free Will〉이 사용되었다. 대한민국에서는 2004년 KBS 더빙판 당시 오프닝곡으로 코요태의 〈우리의 꿈〉이, 엔딩곡으로 신지의 〈나를 너에게〉가 사용되었다.

## 회차 정보
| 드림스! 편 |    |                                                                                     |                                               |               |   |                  |   |
| 131 | 1  | "쵸파의 첫 환자와 럼블볼 탄생비화" "はじめての患者! ランブルボール秘話"             | 엔도 유지                                     | 시마다 미치루 | - | 2002년 11월 3일  | - |
| 알라바스타 왕국을 떠난 밀짚모자 해적단은 어느 무인도에 도착해 식량을 구한다. 배에 남은 쵸파는 지난날 적이었다 동료가 된 니코 로빈에게 럼블볼의 원리를 설명하며 마음을 연다. 둘은 식수를 구하기 위해 섬에 상륙하고, 쵸파는 닥터 쿠레하의 밑에서 의술을 배우다가 쿠레하가 앓아 눕자 첫 환자로서 치료해 주었던 일을 회상한다. |    |                                                                                     |                                               |               |   |                  |   |
| 132 | 2  | "꿈을 이루기 위한 항해사의 반란!" "航海士の反乱! ゆずれない夢の為に!"               | 고사카 하루메                                 | 야마구치 료타 | - | 2002년 11월 10일 | - |
| 다시 항해를 이어나간 밀짚모자 해적단. 낚시를 하던 루피와 우솝, 쵸파의 앞에 거대한 소라 껍데기가 낚여 올라온다. 그 속에서 나온 남자는 본인을 '와이스 라이스'라며 여러가지 재미있는 상품을 보여 준다. 때마침 지도용 종이를 구하고 있던 나미가 상품에 눈독을 들이지만 너무 비싼 값에 고민하던 사이, 루피가 엄청난 현상금의 해적임을 알고 겁을 먹어버린 와이스 라이스가 내놓은 물건을 전부 내버려두고 도망쳐 버린다. 나미는 새 종이로 해도를 그려나가보려 하지만 시비가 붙어 싸우던 조로와 상디의 방해로 해도를 망쳐버리고 만다. 화가 난 나미는 선실에서 나가라고 호통친다. 갑판에서 잠든 루피 일행 앞에 거대한 폭풍우가 나타나고 쵸파가 이를 발견했지만 화가 난 나미를 미처 부르지 못하고 어쩔 줄 몰라한다. 상황을 알게 된 나미는 동료들을 지휘하여 폭풍우를 벗어난 다음 해도 그리기를 이어나간다. |    |                                                                                     |                                               |               |   |                  |   |
| 133 | 3  | "계승되는 레시피! 카레의 달인, 상디!" "受け継がれる夢! カレーの鉄人サンジ"          | 가도타 히데히코                               | 다케가미 준키 | - | 2002년 11월 17일 | - |
| 갑작스레 여러 해군함에 둘러싸여 버린 고잉메리호는 짙은 안개를 타고 조용히 지나가기로 한다. 그 과정에서 밀짚모자 해적단은 해군 견습요리사 타지오를 구출한다. 타지오는 주방장이 만든 카레를 쏟아 버리고, 주방장은 타지오에게 카레를 만들어 책임지라고 지시했다. 하필이면 그날은 군함의 각 선장이 모여 카레를 먹는 날이었고, 허드렛일만 돕던 타지오의 실력으론 도저히 그들의 입맛을 맞추지 못할 것이었다. 그렇지만 모든 해산물이 모인다는 '올 블루'의 존재를 꿈꾸었기에 하선할 수도 없었다. 타지오가 자신과 같은 꿈을 꾸는 것을 확인한 상디는 군함의 주방으로 슬쩍 들어가 타지오가 요리하는 모습을 지켜보고, 실수를 하려 할 때마다 제대로 요리할 수 있도록 언질을 준다. 상디는 해병의 감시를 피해 무사히 배로 돌아오고, 선장들과 주방장은 타지오의 카레를 높이 평가한다. |    |                                                                                     |                                               |               |   |                  |   |
| 134 | 4  | "꿈을 향해 쏴라! 불꽃축제" "咲かせてみせます! 男ウソップ八尺玉"                     | 사카이 무네히사                               | 다케가미 준키 | - | 2002년 11월 24일 | - |
| 불꽃놀이 축제를 앞둔 마을에 도착한 밀짚모자 해적단. 아버지 '오다마'와 소녀 '코다마'가 1년 내내 불꽃놀이를 준비하는 400년 대대로의 전통을 이어가고 있었다. 화약이란 말에 관심이 생긴 우솝은 코다마로부터 부모님이 '200호탄'이란 거대 불꽃탄을 쏘아올리려다 실패한 사고로 돌아가셨다는 사연을 듣는다. 코다마는 부모님의 꿈을 이어가기 위해 할아버지에게 비밀로 하면서까지 터뜨릴 준비를 하지만 어른들의 제지로 좌절한다. 우솝은 부모님의 무덤을 찾은 코다마에게 하늘에 계신 부모의 목소리를 가정하여, 불꽃놀이꾼을 잇는 것도 우리들의 꿈이며 200호탄 같은 것은 무리해서 만들지 않아도 된다는 말을 전한다. 그날 밤 시작된 마을 축제에서 우솝의 도움으로 완성된 200호탄의 거대한 불꽃이 하늘을 아름답게 수놓는다. |    |                                                                                     |                                               |               |   |                  |   |
| 135 | 5  | "유명한 해적사냥꾼! 방랑 검객, 조로" "噂の海賊狩り! さすらいの剣士ゾロ"             | 시미즈 준지                                   | 다케가미 준키 | - | 2002년 12월 1일  | - |
| 수년 전, 현상금 사냥꾼으로 활동 중이던 조로는 어떤 마을의 식당에서 시비를 걸던 현상범 '빌리'를 해치워 버린다. 똑같이 현상금을 노리던 죠니와 요삭으로부터 상도덕을 지키라는 항의에, 조로는 자신은 먹고살기 위해 현상범을 사냥하기도 하지만, 무엇보다도 세계 제일의 검객 쥬라큘 미호크를 쓰러뜨리기 위해 여행을 하고 있다고 밝히며, 밥값을 제외한 현상금을 양보하여 자리를 뜬다. 죠니는 문득 어렸을 적 산적에게 용감히 대항했던 사냥꾼을 목격하고, 상금을 챙기는 것보다도 나쁜 녀석을 쓰러뜨리는 것에서 동경을 느꼈음을 상기한다. 그 때 마을에 천만 베리 현상범 '디크'가 나타나 소란을 벌이고, 마을의 한 꼬맹이가 맞서려 한다. 꼬맹이에게서 어린 시절의 본인을 연상한 죠니는 요삭을 데리고 대적하기 시작하지만, 빌리의 형이었던 디크의 위력을 당해내지 못한다. 이때 도검 수리비를 구해야 했던 조로가 다시 나타나 디크를 삼검술로 베어 버리고, 죠니와 요삭은 조로의 의동생을 자처한다. |    |                                                                                     |                                               |               |   |                  |   |
| 출격! 제니 해적단 편 |    |                                                                                     |                                               |               |   |                  |   |
| 136 | 6  | "염소 할아버지와 숲속의 해적선" "噂の海賊狩り! さすらいの剣士ゾロ"                  | 후지세 준이치 (감독) 요코야마 겐지 (작화감독) | 스가 요시유키 | - | 2002년 12월 8일  | - |
| 안개를 이용해 해군의 추격으로부터 벗어난 고잉메리호 앞에 어떤 섬이 모습을 드러낸다. 그곳에 상륙한 루피 일행은 염소들과 함께 사는 '제니'라는 할아버지를 만난다. 쵸파는 할아버지의 수명이 불과 며칠밖에 남지 않았다고 진단하고, 그의 곁을 쉽게 떠날 수 없던 루피 일행은 조금 더 이 섬에 머물며 할아버지를 모시기로 한다. 밀짚모자 해적단을 놓친 해군은 제니의 존재를 상기하고, 그의 섬에 보물이 숨겨져 있을 것이라 짐작한다. |    |                                                                                     |                                               |               |   |                  |   |
| 137 | 7  | "염소 할아버지의 야망!" "儲かりまっか? 金貸しゼニィの野望!"                         | 엔도 유지                                     | 스가 요시유키 | - | 2002년 12월 15일 | - |
| 산 위의 만들다 만 배를 발견한 루피 일행. 제니 할아버지는 배가 아니라 자신의 관이라고 설명한다. 수십년 전 제니는 해적이 아니라, 해적들을 상대로 한 대금업자였다. 비록 강하지는 않아도 자신도 해적이 되겠다는 꿈을 가지고 그들을 상대해 왔고, 이 섬에 도착한 이래 바다로 나아가기 위해 배를 만들고 있었다. 그러나 너무 나이가 든 바람에 배가 아닌 관으로 바뀌어 버렸다고 말한다. 루피는 해적이 되고 싶단 꿈에 나이는 상관 없다고 조언하고, 제니 할아버지는 오랜 꿈을 다시 생각하기 시작한다. 다음날 아침 섬에 상륙한 해군과 마주쳐 버린 밀짚모자 해적단. 그들의 목적은 자신들이 아닌 제니의 보물이었고, 우솝을 포로로 잡아버린다. 그 모습을 목격한 제니는 산 위의 배를 바다로 끌고 내려가기 시작한다. |    |                                                                                     |                                               |               |   |                  |   |
| 138 | 8  | "보물의 행방! 제니 해적단 출격!" "島のお宝の行方! ゼニィ海賊団出撃!"                | 이케다 요코                                   | 스가 요시유키 | - | 2002년 12월 22일 | - |
| 대금업자 제니에게 틀림없이 보물이 있을 거라 생각한 해군 '민치'는 제니의 보물을 빼앗겠다는 일념으로 제니를 공격하기 시작한다. 해적선을 끌고 온 제니는 염소들을 데리고 저항해 보지만 결국 해적에게 붙잡혀 버리고, 밀짚모자 해적단은 민치를 붙잡는 동시에 제니를 구출해 낸다. 보물의 행방을 묻는 나미에게 제니는 그동안의 대금업자 활동으로 거액의 돈을 갖고 있었던 것은 사실이었지만, 이 섬에 표류해 왔을 때 염소들이 지폐를 먹어치워 버렸다고 털어놓는다. 그러면서 재산은 사라졌어도 동료라는 소중한 보물이 생겼다고 말한다. 이후 민치를 인계받은 해군대령 '무와'가 나타나 밀짚모자 해적단의 토벌을 시도하지만, 루피가 해군 함선들을 안개속의 암초 지대로 유도하면서 전원 침몰해 버린다. 그 사이 제니 할아버지에게 증상을 완화시키는 약을 남겨두고 온 쵸파는 할아버지의 수명을 걱정하지만, 루피는 어찌 되었든 해적으로서 바다로 나올 수 있었으니 어쩌면 또 만날 수 있겠다고 격려한다. |    |                                                                                     |                                               |               |   |                  |   |
| 무지개 저편으로 편 |    |                                                                                     |                                               |               |   |                  |   |
| 139 | 9  | "무지개빛 안개의 전설! 루루카 섬의 헨조박사" "虹色の霧伝説! ルルカ島の老人ヘンゾ"   | 가도타 히데히코                               | 야마구치 료타 | - | 2003년 1월 5일   | - |
| 또다시 해군들의 추격을 받게 된 밀짚모자 해적단. 해군들은 알라바스타 사건 이래 현상금이 올라버린 루피 일당의 체포에 전력을 다한다. 해군들의 포위망을 빠져나와 도착한 곳은 '루루카' 섬. 그곳에서 과학자로서 연구를 이어나가던 '헨조' 할아버지는 밀짚모자 해적단에게 무지개빛 안개를 목격하지 않았느냐고 묻는다. 그 안개를 찾아 떠난 사람은 헨조의 친구를 비롯하여 아무도 돌아오지 못했다. 친구를 위해서라도 연구를 이어나가는 헨조는 섬사람들로부터 루루카 섬 '웻톤' 시장의 연구비를 받는 앞잡이라며 무시당하고 있었다. 웻톤 시장은 온갖 것에 무거운 세금을 매겨 악평이 자자했고 그의 아들 '필립'과 손자 '웨이크' 역시 마찬가지였다. 쇼핑하러 나선 나미와 쵸파, 상디는 거대 로봇을 탄 웨이크와 시비가 붙어 그곳을 빠져나온다. 이후 헨조 할아버지는 무지갯빛 안개의 신호가 레이더에 감지된 것을 알아차리고, 루피와 우솝, 조로, 니코로빈을 데리고서 현장으로 나아갔다가 50년 전 실종되었다 멀쩡히 돌아온 배를 발견한다. 네 사람은 고잉메리호를 타고 안갯속으로 들어갔으나 그들을 맞이한 것은 한번 발을 들이면 빠져나올 수 없는 배들의 묘지, '엑스 콘서트'였고, 섬에 남겨진 나미와 상디, 쵸파는 고잉메리호가 없어진 사실에 당황해한다. |    |                                                                                     |                                               |               |   |                  |   |
| 140 | 10 | "영원한 나라의 주인! 펌프킨 해적단!" "永遠の国の住人! パンプキン海賊団!"            | 사카이 무네히사                               | 야마구치 료타 | - | 2003년 1월 12일  | - |
| 엑스 콘서트에 갇혀버린 루피와 우솝, 조로, 니코 로빈과 헨조 박사는 유령선 사이에서 웬 유령을 목격한다. 그것은 사실 유령으로 변장한 헨조 박사의 꼬마 친구들이었다. 50년 전 헨조 박사와 친구들은 '펌킨 해적단'이란 이름으로 활동하고 다녔는데 루루카 섬에 웻톤 해적단이 습격하여 불바다로 만들어 버렸고, 해적단의 선장으로부터 쫓기는 신세가 되어버렸다. 펌킨 해적단은 웻톤 해적단의 배를 훔쳐 바다로 도망을 나왔으나, 헨조가 몸을 날려 선장을 물에 빠뜨리는 사이 펌킨 해적단과 웻톤 해적의 부하 한 명은 배에 남아 무지갯빛 안개 속으로 들어가 버린 것이었다. 무지갯빛 안개 속의 시간과 바깥의 시간은 서로 다르게 흘러가기에, 헨조가 노인이 되는 사이 아이들은 나이를 전혀 먹지 않은 것이었다. 안개 안으로 들어가겠다는 나미와 상디, 쵸파 앞에 웻톤 시장이 모습을 드러낸다. |    |                                                                                     |                                               |               |   |                  |   |
| 141 | 11 | "탈출 불가능한 해적들의 무덤!" "故郷への想い! 脱出不能の海賊墓場!"                  | 고야마 겐                                     | 야마구치 료타 | - | 2003년 1월 19일  | - |
| 안개 속의 공간, 즉 엑스 콘서트는 아무리 앞으로 나아가봐도 제자리로 돌아와 버리기에 제대로 탈출할 수조차 없단 사실이 밝혀진다. 한편 펌킨 해적단이 사로잡고 있던 웻톤 해적단의 돌격대장 '이얀'은 루루카 섬으로 돌아가게 해 주겠다며 감옥에서 꺼내달라고 아이들을 유혹하지만 번번히 실패한다. 헨조는 펌킨 해적단의 친구들에게 고향으로 돌아가자고 부탁하지만, 펌킨 해적단을 이끄는 '라파누이'는 헨조와 루피 일행을 믿을 수 없어한다. 이에 화가 난 우솝은 세월이 흘러도 곁의 동료는 알아본다며 한번 믿어보라고 말한다. 그 때 웻톤 시장에게 걸려 세금을 못 낸다는 이유로 수십년간의 중노동에 처할 위기에 놓인 상디와 나미, 쵸파는 엑스 콘서트에 갇혀 있는 우솝, 루피, 니코 로빈, 조로와 전보벌레로 전화를 할 수 있게 된다는 사실을 깨닫는다. 라파누이는 헨조가 웻톤 시장의 지원을 받고 이곳을 연구해 왔다는 사실에 진짜 헨조였다면 그런 배신을 했을리 없을 것이라며 더욱 불신한다. 같은 시각 나미와 상디, 쵸파의 앞에 난데없이 바다 괴물이 나타난다. |    |                                                                                     |                                               |               |   |                  |   |
| 142 | 12 | "웻톤 시장의 야망과 무지개 탑" "乱戦必死! ウエットンの野望と虹の塔"                 | 엔도 유지                                     | 야마구치 료타 | - | 2003년 1월 26일  | - |
| 라파누이는 헨조가 어째서 웻톤의 부하가 되었느냐며 경계하는 한편으로 친구라 해도 너무나 늙어버린 모습에 울음을 터뜨린다. 그 사이 나미는 웻톤시장의 협박으로 헨조박사가 남기고 간 나룻배에 탄 다음 바다괴물을 피해 무지갯빛 안개 속으로 접근을 시도하고, 상디와 나미는 나미를 구출하려 하지만 웻톤 시장과 아들들의 전기 공격에 속수무책으로 당한다. 한편 배를 떠나 다른 곳으로 달려나온 라파누이와 루피. 라파누이는 해군장교 출신인 아버지가 어느날 배만 남긴 채 흔적도 없이 사라져 버렸다고 밝히며 우리들도 그렇게 되리라 절망한다. 엑스 콘서트의 고잉메리호를 찾아온 나미는 바깥과 연결되는 로프를 몸에 묶는다. 그런데 그때 펌킨 해적단의 아이를 유혹해 감옥에서 탈출해 나온 웻톤 해적단의 이얀이 로프를 자신에게 넘기라 협박한다. 밖으로 나온 이얀은 웻톤 시장과 만나고, 고잉메리호의 루피 일행은 웻톤이 엑스 콘서트의 보물을 노리러 대군을 이끌고 들어올 것이라 짐작한다. 같은 시각 라파누이와 루피는 출구를 발견하고 바깥으로의 탈출에 성공하는 한편, 웻톤과 군대가 헨조 박사의 '레인보우 타워'를 이용해 무지갯빛 안개 속으로 들어와 버린다. |    |                                                                                     |                                               |               |   |                  |   |
| 143 | 13 | "그리고 전설은 시작됐다! 자, 무지개 저편으로!" "そして伝説が始まる! いざ虹の彼方へ" | 후지세 준이치 (감독) 시미즈 준지 (작화감독)   | 야마구치 료타 | - | 2003년 2월 2일   | - |
| 엑스 콘서트 내의 보물을 몽땅 챙겨가려던 웻톤 시장은 밀짚모자 해적단에게 세금을 내라며 시비를 걸고, 루피와 동료들은 전기 슈트를 입은 웻톤 시장을 상대하기 시작한다. 루피는 전기 슈트와 연결된 발전기의 콘센트를 빼 버리고, 웻톤 시장의 슈트는 폭발해 버린다. 폭발의 영향으로 엑스 콘서트의 공간이 비틀리기 시작하고, 외부에서는 레인보우 타워가 가라앉아 버린다. 그 때 고잉메리호 앞에 바깥에서 틈새로 들어오는 태양빛이 드리워지고, 고잉메리호는 그곳을 향하여 한시라도 빨리 움직여야 했지만, 바람이 전혀 없어 움직이지 못하고 있었다. 그때 펌킨 해적단의 아이들이 해군의 배에 실린 대포에 불을 붙여 바람을 만들어내기로 하고, 저지하는 헨조에게 언젠가는 반드시 바깥으로 돌아오겠다며 약속한다. 무지갯빛 안개가 닫히려는 그 순간 고잉메리호가 무사히 밖으로 빠져나온다. 웻톤 시장의 아들들이 챙겨서 바깥으로 빼돌렸던 보물들 앞에 갑자기 원로 해군 장교들이 나타나 전원 몰수를 선언한다. 알고 보니 그들은 라파누이를 비롯한 펌킨 해적단의 아이들이었고, 폭발하는 순간 바깥 세상으로 나아갔으나 시점은 50년 전이었다고 설명한다. 웻톤을 벌하기 위해선 해군의 힘을 빌려야 한다고 생각했기에 이 자리에 오기까지 준비해 왔다는 라파누이는, 헨조의 영원한 동료임을 다시 상기한다. 라파누이와 동료들이 밀짚모자 해적단을 신고하지 않고 조용히 작별인사를 나눈 뒤, 그들이 썼던 모험기는 앞서 니코로빈이 읽던 무지갯빛 안개가 기록된 책이었음이 밝혀진다. 이후 항해를 이어나가던 고잉메리호의 상공 위에 난데없이 망가진 거대 함선 한 척이 떨어지는 것으로 끝난다. |    |                                                                                     |                                               |               |   |                  |   |